# Adélard Turgeon
Pour les articles homonymes, voir Turgeon.
Adélard Turgeon, né le 18 décembre 1863 à Saint-Étienne-de-Beaumont et mort le 17 novembre 1930 à Québec, est un homme politique, un avocat et un homme d'affaires québécois.

## Biographie
Il étudie au Collège de Lévis de 1874 à 1884 et le droit à l'Université Laval à Québec et il est admis au barreau du Québec en 1887.
Il exerce son métier d'avocat à Lévis de 1887 à 1889 puis à Québec de 1889 à 1917. Il est fait conseil du roi en 1903. Après avoir dirigé plusieurs sociétés, il est élu député du parti libéral dans la circonscription de Bellechasse en 1890, 1892, 1897, 1900 et 1904. Félix-Gabriel Marchand le nomme au conseil des ministres comme commissaire de la Colonisation et des Mines. Simon-Napoléon Parent, le nouveau premier ministre, le nomme secrétaire provincial en 1900 après qu'il eut décidé d'abolir le ministère de la Colonisation. En 1903, il est nommé ministre de l'Agriculture.

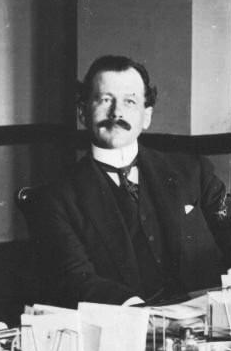
Adélard Turgeon vers 1905

Turgeon fait partie des dissidents au sein du gouvernement de Simon-Napoléon Parent, et il démissionne du conseil des ministres le 3 février 1905 avec William Alexander Weir et Lomer Gouin.
Lorsque Lomer Gouin est élu premier ministre en 1905, il nomme Turgeon ministre des Terres, des Mines et des Pêcheries, puis ministre des Terres et des Forêts. Ayant lancé un défi à Henri Bourassa lors d'une élection partielle en 1907, Turgeon y est élu. Il est réélu lors de l'élection générale en 1908.
Il devient président de la Société Saint-Jean-Baptiste de Québec en 1907. Il est membre de la Commission des champs de bataille nationaux.
Le 21 janvier 1909, il démissionne comme ministre. Le 2 février 1909 il est nommé membre et président du Conseil législatif du Québec, poste qu'il occupe jusqu'à sa mort.
En 1924, le gouvernement fédéral le nomme membre du comité consultatif pour étudier le projet de canalisation du Saint-Laurent. Turgeon approuve le rapport minoritaire de Beaudry Leman, qui recommande de confier à l'État plutôt qu'à l'entreprise privée l'exploitation hydroélectrique,.
Il meurt le 17 novembre 1930 à l'âge de 67 ans.

## Distinctions
- Commandeur d'office de l'Ordre national du mérite agricole (1902)
- Officier de l'ordre de Léopold (1904)
- Compagnon de l'ordre de Saint-Michel et Saint-Georges (1906)
- Commandeur de l'ordre royal de Victoria (1908)
- Chevalier (1908) puis Officier (1928) de la Légion d'honneur

## Hommages
La rue Saint-Adélard a été nommée en son honneur, en 1913, dans la ville de Québec.